# Jardín Botánico de Tours
El Jardín botánico de Tours (en francés: Jardin botanique de Tours)', es un jardín botánico y arboreto de 5 hectáreas de extensión, que se encuentra en el Tours, Francia.
El jardín se encuentra incluido en «l'inventaire général du patrimoine culturel français».
Este jardín botánico es miembro de la prestigiosa «Jardins botaniques de France et des pays francophones».
Página del Jardin botanique de Tours en el "Botanic Gardens Conservation Internacional" (BGCI).

## Localización
Jardin Botanique de la Ville et de l'Universite de Tours ( administration- Mairie, Service des Parcs et Jardins 3 rue des Minimes) //  33, Boulevard Tonnellé, 37032 Tours, Indre-et-Loire, Centre, Cedex France-Francia.

## Historia

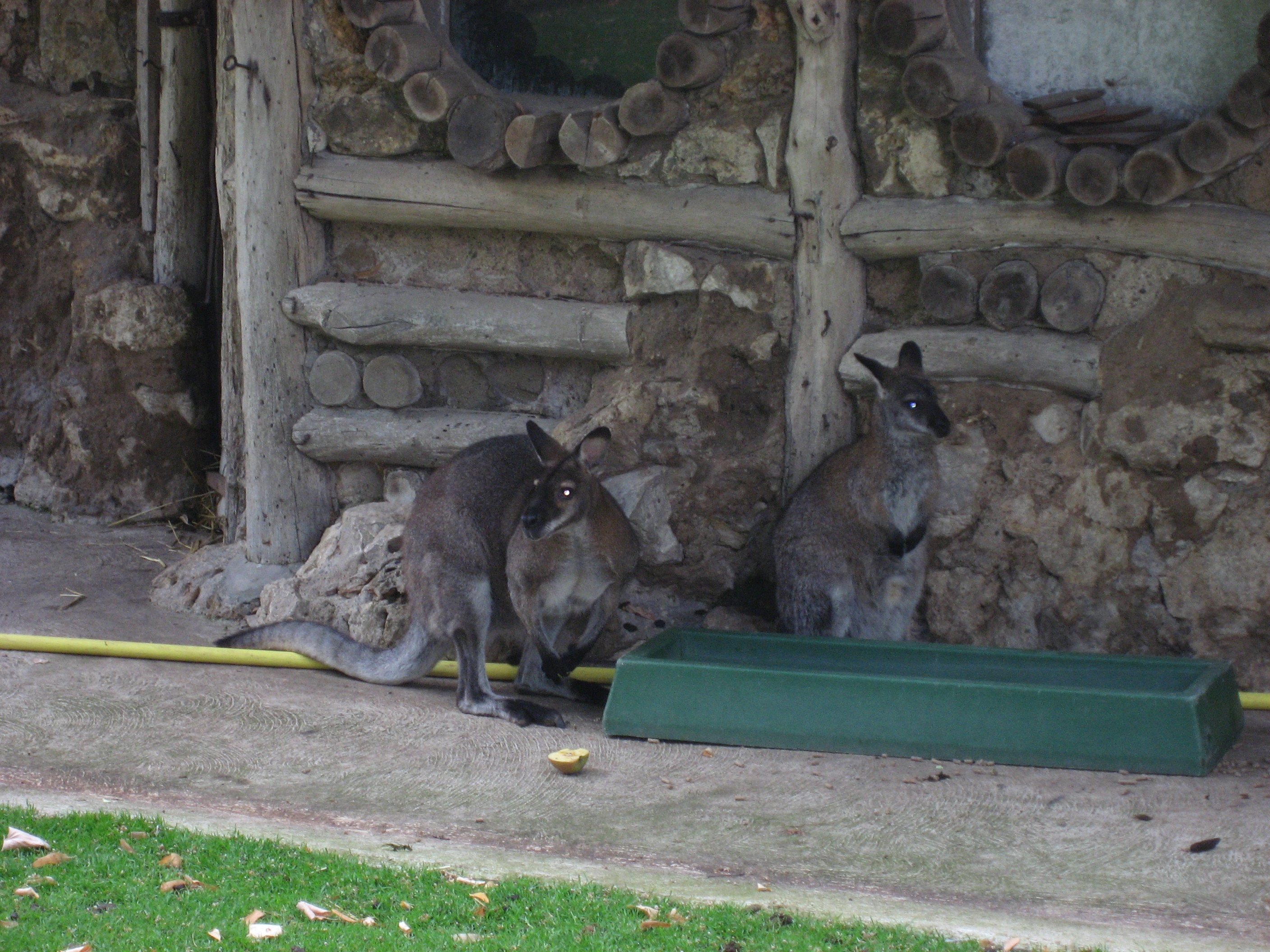
Macropus rufogriseus en el Jardin botanique de Tours.

El jardín fue establecido por suscripción pública en 1843 gracias a la iniciativa del farmacéutico Jean-Anthyme Margueron (1771-1848), y es el jardín público más viejo de la ciudad.
En respuesta a la creación en 1841 del Hospicio Général de la ciudad y de la Ecole Préparatoire de Pharmacie, comenzó como una colección unas 2000 plantas medicinales y exóticas que se distribuían en invernaderos (con unas 500 plantas), huerto, y jardín propiamente.
Fue inundado por el Loire en 1848 y otra vez en 1856, a una profundidad de 2 metros, por lo que requirieron la reconstrucción del jardín y el reemplazo de la mayor parte de sus árboles.
En 1863 se agregaron la orangerie y el parque animal, poco después en 1890 los nuevos invernaderos (frío, templado, y caliente) bajo la dirección de Louis Madelin, así como el primer catálogo de semillas publicado en 1901.
Los invernaderos fueron dañados por bombardeos en la Segunda Guerra Mundial.

## Colecciones
El jardín botánico alberga unos 2000 taxones, distribuidos como:
- Parte norte, con parterres simétricos a lo largo de una avenida de magnolias, con un estanque con lirios de agua y lotos; renovado en la década de 1980 para albergar jardines temáticos y un jardín filogenético.
- Parte este, con colecciones de bulbos, rizomas, y plantas perennes, así como un jardín de la evolución de las plantas.
- Parte sur, con un excelente arboreto en estilo inglés, una charca, y un " jardín de simples" imitando los jardines medievales.
- Parte oeste, colección de brezos, plantas de pantano, jardín mediterráneo, y Alpinum.

El jardín también contiene una Orangerie, e invernaderos de exposición, así como un pequeño espacio para los animales.
Sus colecciones de plantas constan de,
- Arboreto con 139 subespecies., y 33 cultivares de plantas leñosas
- Arbustos, con 425 ssp.
- Colección sistemática de plantas con 30 ssp.
- Plantas herbáceas
- Plantas para la alimentación,
- Plantas usadas como fibras textiles,
- Plantas medicinales,
- Plantas tóxicas y venenosas,
- Plantas productoras de frutas,
- Plantas tintóreas,

Entre las familias con representantes más numerosos destacan, Ericaceae, Rutaceae, y las Gimnospermas (85 spp., 105 cultivares),

Especímenes
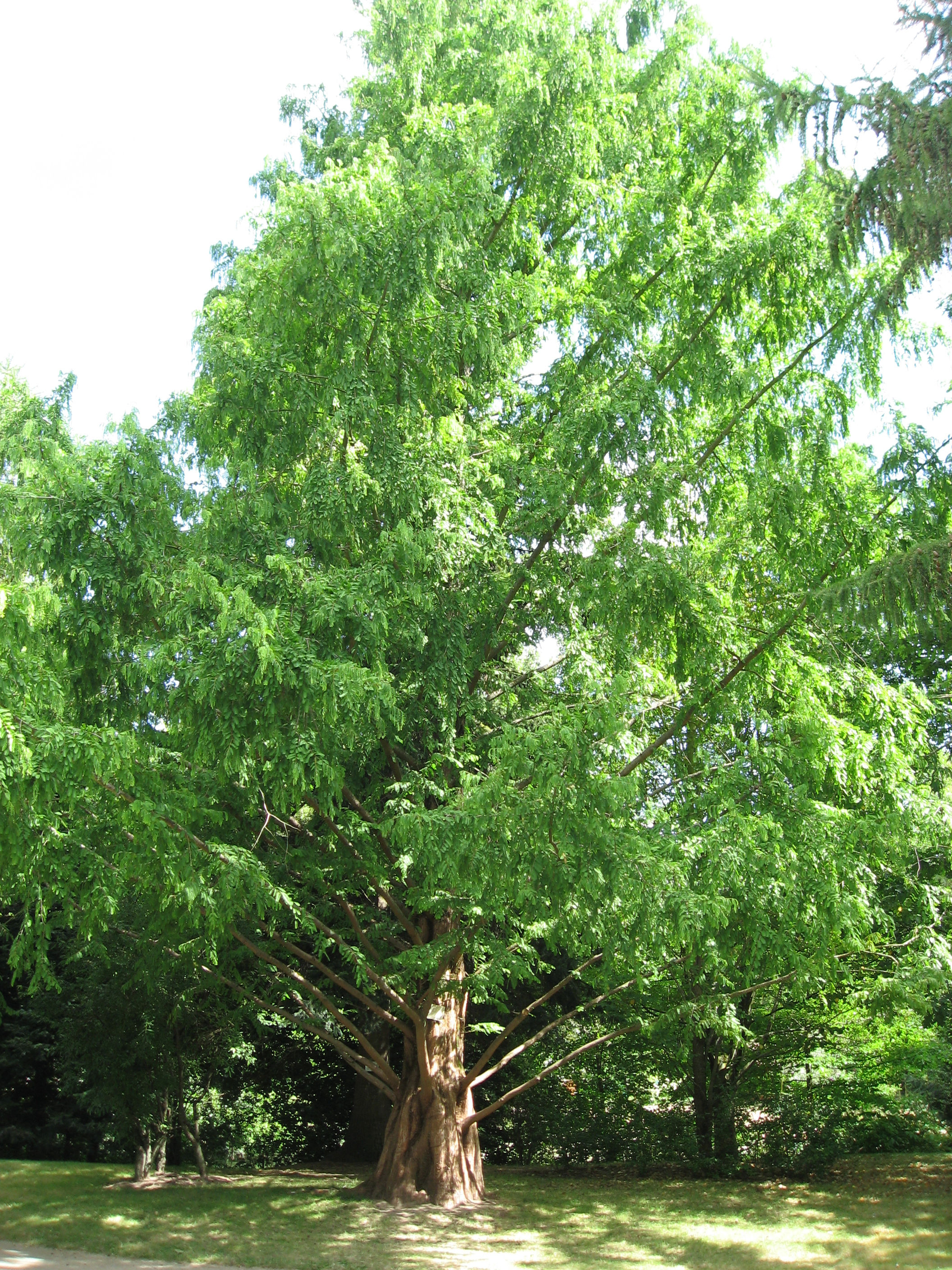
Metasequoia glyptostroboides
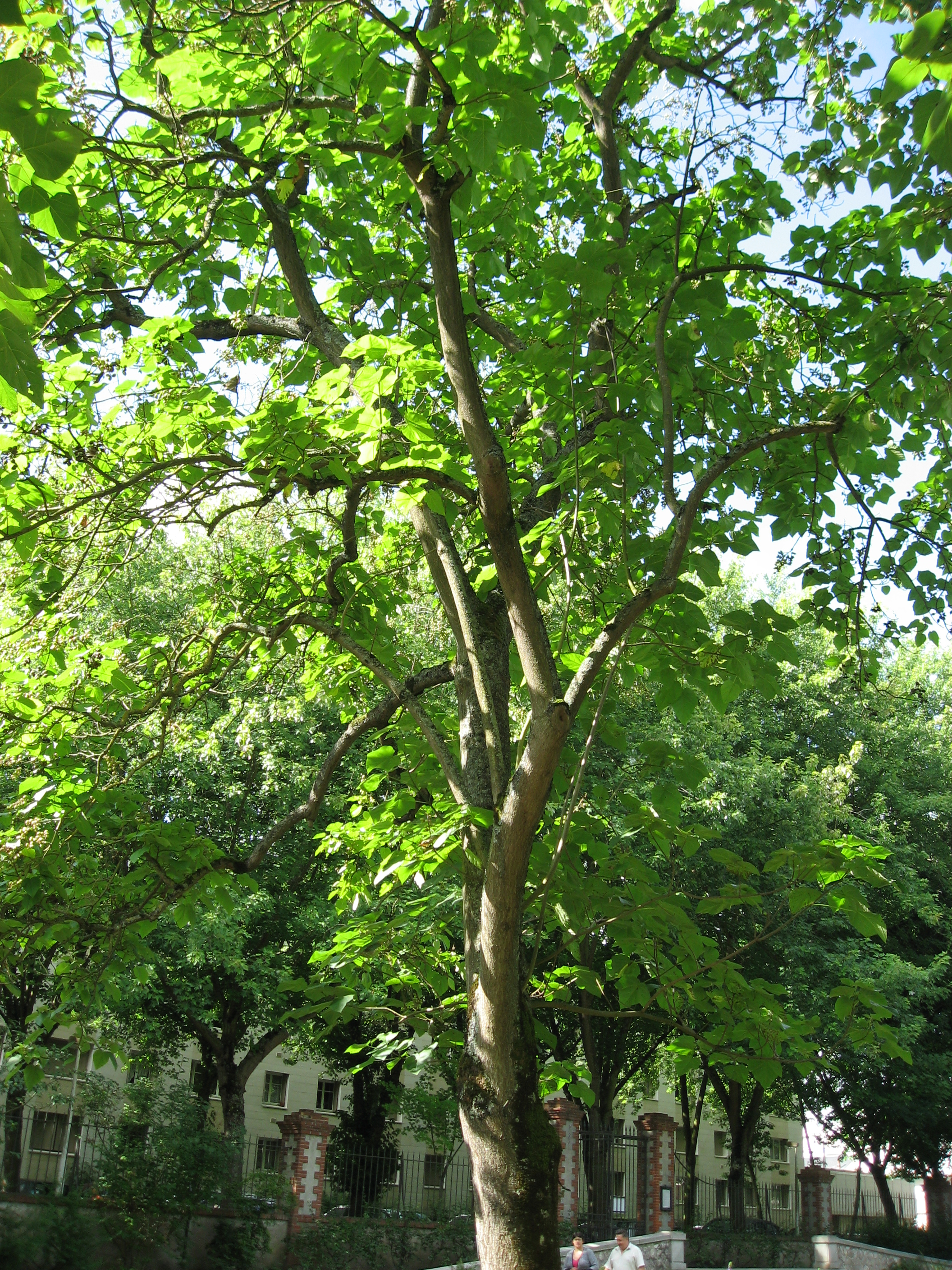
Paulownia tomentosa
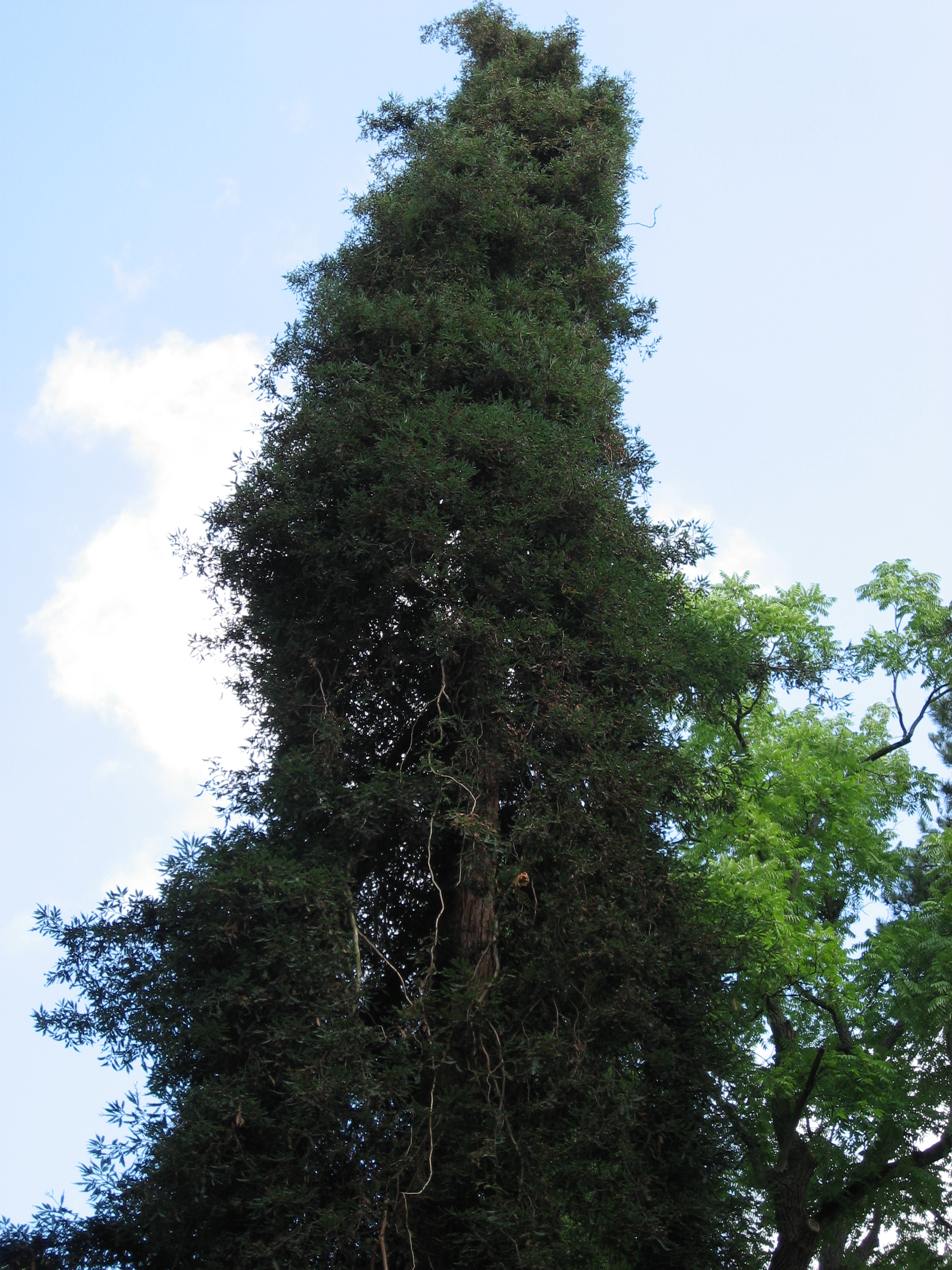
Sequoia sempervirens
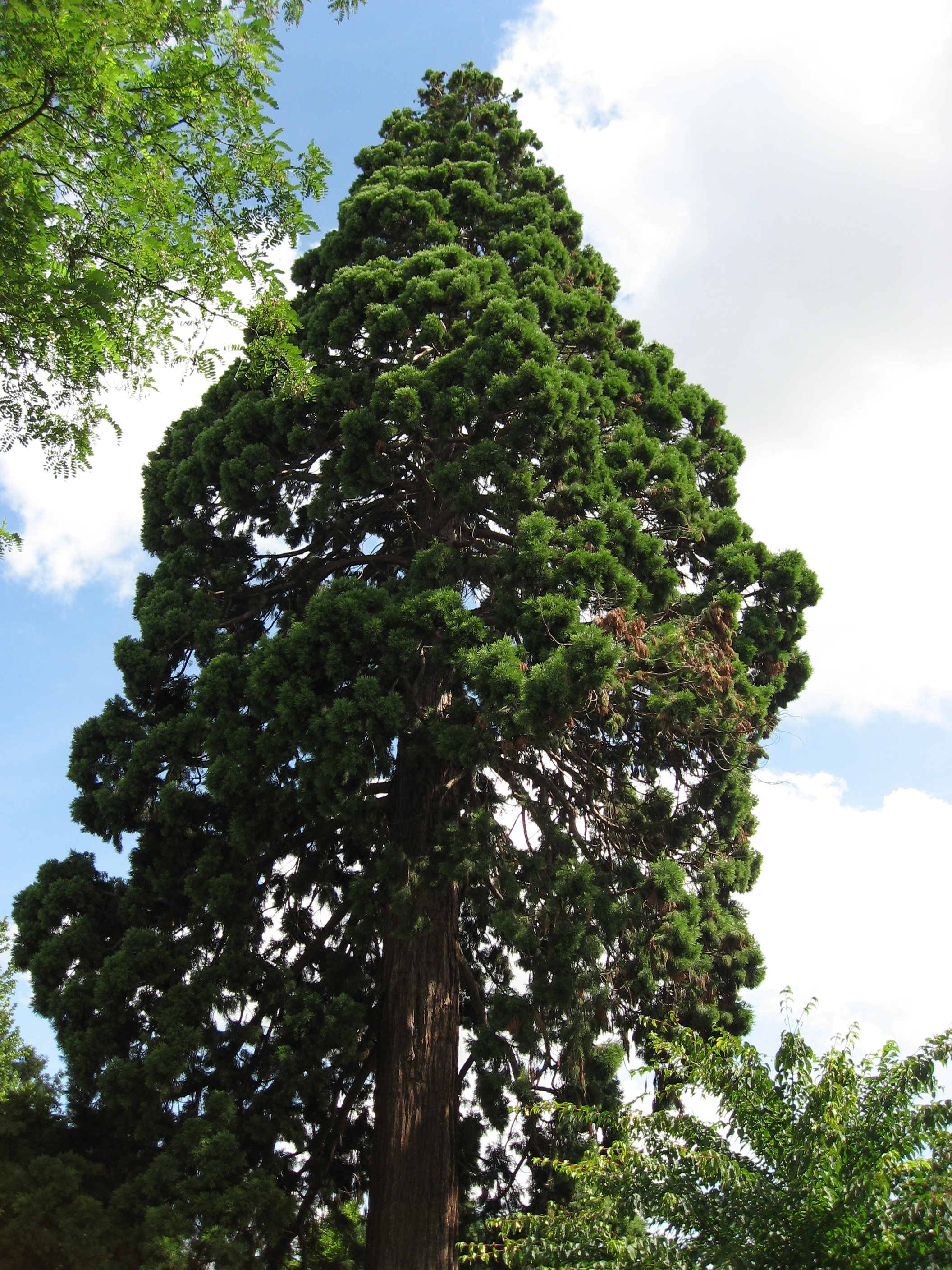
Sequoiadendron giganteum
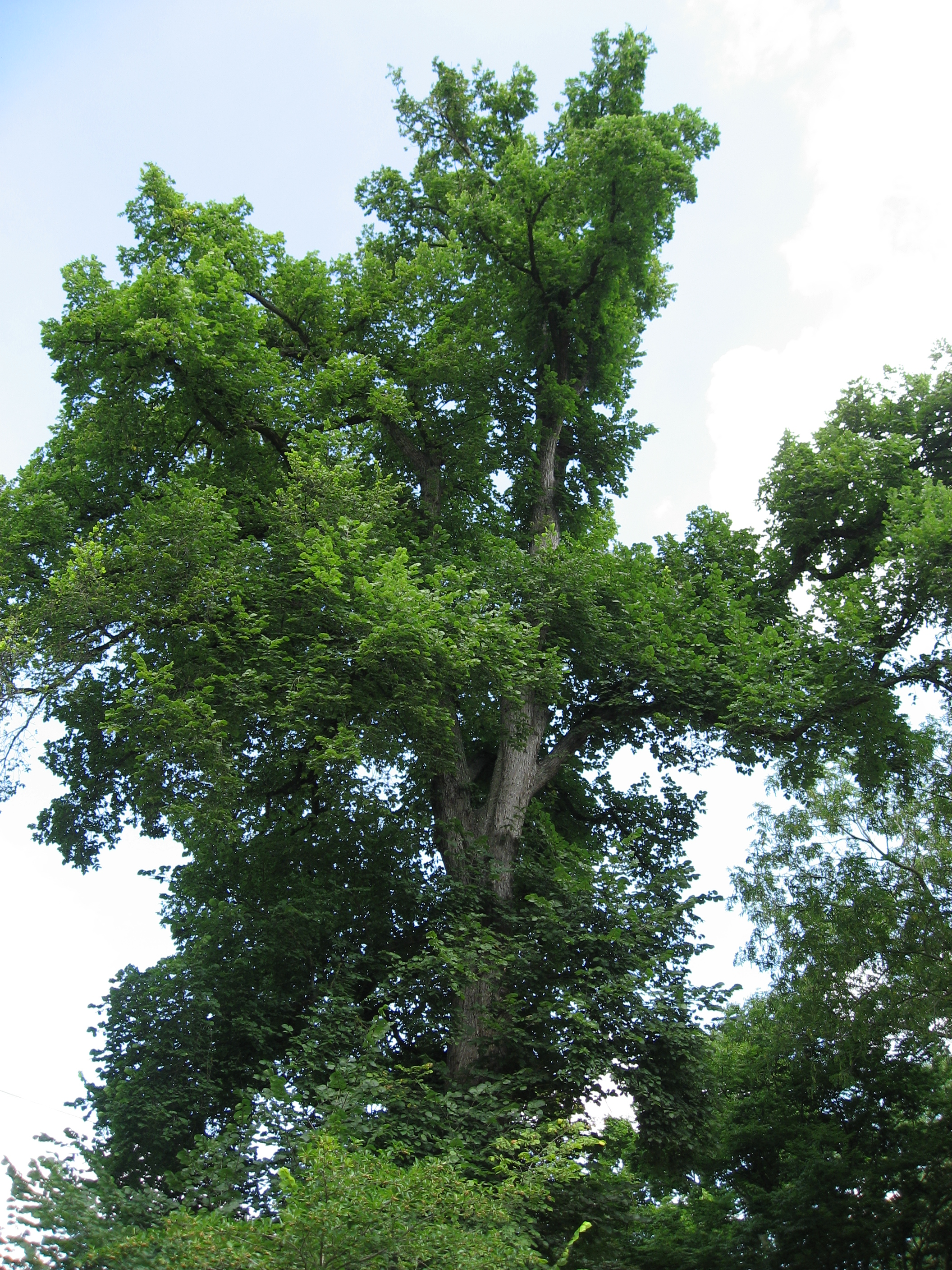
Ulmus americana
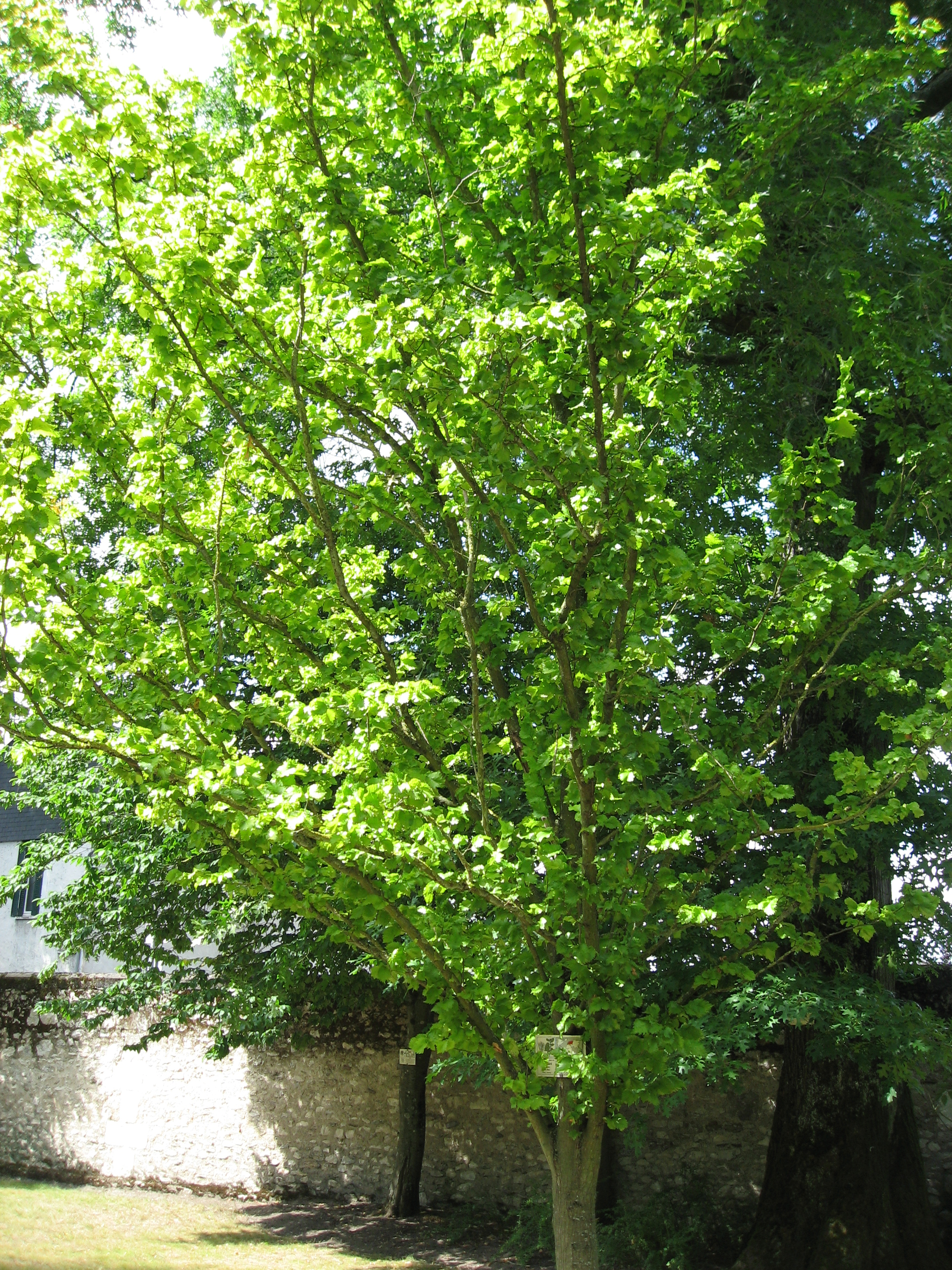
Ulmus × hollandica 'Wredei'.